# Song Hye-rim
Song Hye-rim (성혜림?, 成蕙琳?, Sŏng HyerimMR; Changnyeong, 24 gennaio 1937 – Mosca, 18 maggio 2002) è stata un'attrice nordcoreana, conosciuta soprattutto per il suo ruolo decisivo nella vita di Kim Jong-il, che la riteneva la sua amante preferita.

## Biografia
Song Hye-rim nacque nella contea di Changnyeong quando la Corea era ancora sotto il dominio giapponese. Entrò nella scuola cinematografica di Pyongyang nel 1955, ma dovette abbandonare gli studi per dare alla luce sua figlia. Ritornò più tardi nella stessa scuola per concludere la sua formazione e debuttò sul grande schermo nel 1960. Negli anni sessanta Song Hye-rim acquisì sempre più notorietà, comparendo in diversi film nordcoreani come Onjŏngryŏng (in chosŏngŭl: 온정령?) e Baek Il-hong (in chosŏngŭl: 백일홍?).

### Relazione con Kim Jong-il
La sua relazione con Kim Jong-il rimase un segreto per diversi anni. Poiché l'amica Kim Young-soon, una celebre ballerina nordcoreana, era a conoscenza di tale relazione, l'intera sua famiglia venne relegata in un campo di concentramento per dieci anni. In seguito alla morte dei figli e dei genitori e alla separazione forzata da suo marito, Kim Young-soon decise di fuggire in Corea del Sud.

### Vita privata
Dopo aver lasciato il suo primo marito nel 1968, Song Hye-rim iniziò una relazione con il leader nordcoreano Kim Jong-il, diventando la sua prima amante. Nel 1971 diede alla luce Kim Jong-nam che, prima del suo arresto in Giappone nel 2001, veniva visto come il più probabile successore di Kim Jong-il. Tuttavia, la nascita di Kim Jong-nam venne tenuta segreta a Kim Il-sung fino al 1975.

### Fuga e morte
A partire dagli inizi degli anni ottanta, Song Hye-rim dovette fare frequenti viaggi a Mosca per le sue cure mediche. Nel 1996 fuggì dalla Corea del Nord; tuttavia, le fonti nordcoreane negarono l'accaduto. Song Hye-rim morì il 18 maggio 2002 a Mosca.